# NGC 2913
NGC 2913 (również PGC 27184 lub UGC 5095) – galaktyka spiralna (Sc), znajdująca się w gwiazdozbiorze Lwa. Odkrył ją Albert Marth 10 marca 1864 roku.